# Petar Muslim

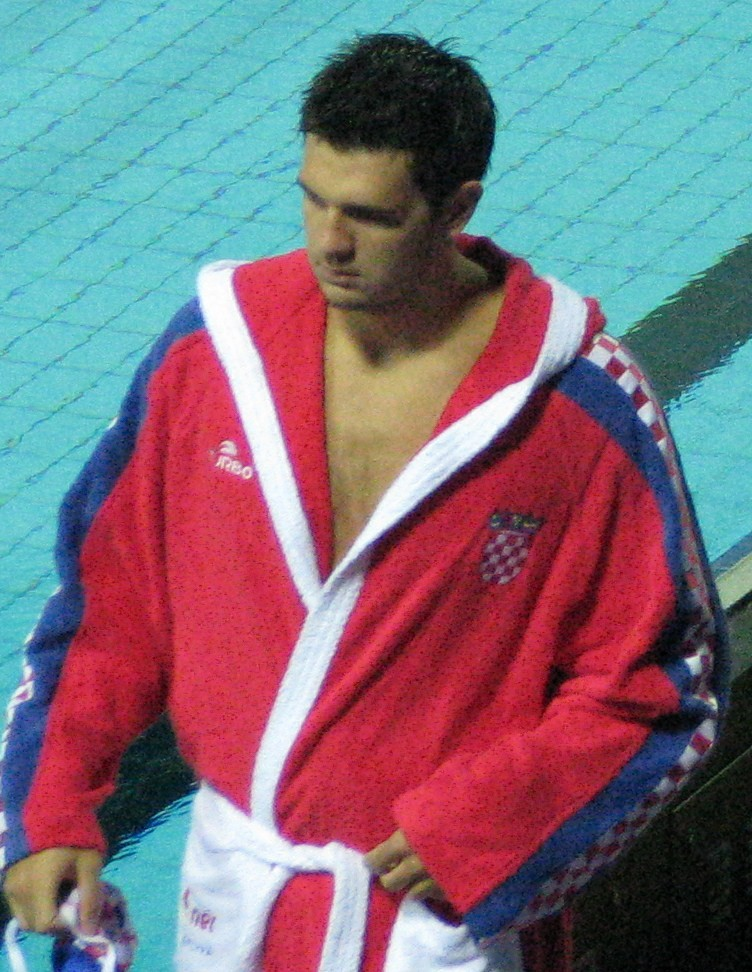
Petar Muslim (2010)

Petar Muslim (* 26. März 1988 in Split) ist ein ehemaliger kroatischer Wasserballspieler. Er war mit der kroatischen Nationalmannschaft Olympiasieger 2012 und Europameister 2010. Bei Weltmeisterschaften belegte er 2015 den zweiten Platz sowie 2011 und 2013 den dritten Platz.

## Sportliche Karriere
Petar Muslim begann bei VK POŠK Split und wechselte 2007 zu HAVK Mladost Zagreb, mit denen er 2008 kroatischer Meister wurde. Von 2011 bis 2016 spielte er für VK Primorje Rijeka, 2014 und 2015 gewann das Team den Meistertitel. Danach folgten Stationen bei Associazione Nuotatori Brescia und bei Waspo 98 Hannover, mit Hannover gewann Muslim die deutschen Meistertitel von 2020 bis 2022. 2025 war Muslim Sportdirektor bei VK Primorje Rijeka.
2010 war Kroatien Gastgeber der Europameisterschaft 2010. Die kroatische Mannschaft bezwang im Halbfinale die spanische Mannschaft mit 10:9, im Finale siegte sie mit 7:3 gegen die Italiener. Bei der Weltmeisterschaft 2011 in Schanghai unterlagen die Kroaten im Halbfinale den Italienern mit 8:9. Das Spiel um den dritten Platz gewannen die Kroaten mit 12:11 gegen die Ungarn. 2012 gewannen die Kroaten alle fünf Spiele ihrer Vorrundengruppe bei den Olympischen Spielen in London. Nach einem 8:2 im Viertelfinale gegen das US-Team und einem 7:5 gegen Montenegro im Halbfinale trafen die Kroaten im Finale auf die italienische Mannschaft und gewannen mit 8:6. Petar Muslim erzielte im Turnierverlauf zwei Tore, davon eins im Halbfinale.
Ende Juni 2013 fanden die Mittelmeerspiele 2013 im türkischen Mersin statt, bei denen die kroatische Mannschaft gewann. Einen Monat später bei der Weltmeisterschaft in Barcelona unterlagen die Kroaten im Halbfinale der ungarischen Mannschaft. Das Spiel um den dritten Platz gewannen die Kroaten mit 10:8 gegen die Italiener. Petar Muslim warf im Turnierverlauf 13 Tore, nur im Spiel um Bronze ging er leer aus. 2014 belegten die Kroaten den fünften Platz bei der Europameisterschaft in Budapest. Muslim warf insgesamt zehn Tore. Bei der Weltmeisterschaft 2015 in Kasan gewannen die Kroaten im Viertelfinale gegen Montenegro. Das Halbfinalspiel gegen die Griechen konnten die Kroaten erst im Penaltyschießen für sich entscheiden. Im Finale unterlagen die Kroaten den Serben mit 4:11.